# Björk
Björk (teljes nevén Björk Guðmundsdóttir; Reykjavík, 1965. november 21. –) izlandi énekesnő, zeneszerző. Előadóként rendkívül sokoldalú, többek közt alternatív rock, trip-hop, jazz, elektronika, new wave, electro, folk és komolyzenei stílusú műveket alkotott.

## Életrajza
Már kétévesen kívülről tudta a Muzsika hangja című musical összes dalát. Ötévesen kezdett zeneiskolába járni. Tizenegy éves volt (1977), amikor zenetanára  elküldte egy felvételét Izland egyetlen rádiójának (RÚV), amelyen Tina Charles: I Love To Love című számát énekelte. A Fálkinn kiadó szerződést ajánlott neki. Tizenkét éves korában meg is jelent első szólólemeze, a Björk, amely platinalemez lett. A lemezeladásokból származó pénzen zongorát vett magának, és saját zenéket kezdett komponálni.
1979-ben csatlakozott az Izlandra is megérkező punk mozgalomhoz és a Spit and Snot nevű zenekarhoz. 1980-ban az Exodus nevű fúziós jazz együttesben játszott.
1982-ben a Tappi Tíkarrass (tappi tíkarrass = 'dugó a szajha fenekében') együttessel két lemezt készített. A basszusgitáros apjának volt kedvelt mondása ez arra, amikor minden nagyon jól ment. 1984-ben KUKL együttes. A szó boszorkányságot, varázslatot jelent. David Bowie is a rajongójuk lett. The Eye, The Naughty Nought c. lemezek. 1985-ben megjelenik The Sugarcubes (Sykurmolarnir) (A Kockacukrok). Life's Too Good! c. lemez.
1989-ben megjelenik a második Sugarcubes album: Here Today, Tomorrow, Next Week!.
1990-ben A Tríó Guðmundar Ingólfssonar Björkkel közösen élőben készített albumot. A Gling-Gló azonnal platinalemez lett.
1992-ben megjelent a  harmadik Sugarcubes album: Stick Around For Joy.
1992-ben Björk Londonba költözött, mert egyre jobban az elektronikus zene felé vonzódott. Itt vette fel a kapcsolatot Nellee Hooper producerrel, aki korábban a Massive Attackkel is dolgozott. Közös munkájuk eredménye az 1993-as Human Behaviour kislemez, majd a Debut című nagylemez lett, amely meglepő sikereket ért el Angliában és az Egyesült Államokban. Főleg az angolok értékelték az izlandi énekesnőt: a New Musical Express zenei magazin az év lemezének választotta a korongot, míg a Brit Awards-díjátadón a legjobb nemzetközi női előadó kategóriában nyert.
1995-ben megjelenik Post album. 1996-ban A You Only Live Twice című James Bond betétdalt dolgozta fel, de nem volt megelégedve az eredménnyel és kérte a stúdiót, hogy semmisítse meg a felvételt, valaki azonban eltett egy másolatot, amit később már az internetről is le lehetett tölteni. Ezután részt vett a Pierrot Lunaire című Schönberg prózai-énekes mű előadásában. Az előadás felvétele hivatalosan semmilyen módon nem lett rögzítve, de valaki mégis becsempészett egy magnót és készült belőle egy kalózfelvétel.
1997-ben Homogenic album felvétele Spanyolországban. A stúdiómunkálatokról felvételt készítettek, és 1998-ban mutatták be a BBC-n The Southbank Show: Björk Special címmel. 1999-ben Björk megírta a Táncos a sötétben című Lars von Trier film teljes zenéjét (Selmasongs), majd Trier rávette, hogy vállalja el a főszerepet is.
2001-ben A Vespertine album egy törékeny, introvertált utazás microbeat-ekkel (ilyen például a mp töredékrészére lerövidített, megszerkesztett dobhang), eszkimó kórussal és nagyzenekari kísérettel. Az album a következők közreműködésével készült: Matmos, aki experimentális hangmanipulációriól ismert zenész, egy dán DJ, Thomas Knak valamint egy experimentális hárfaművész, Zeena Parkins.
2004-ben a Medúlla sokkal inkább impromptu album, mint elődjei. A zene minimálisra csökkent, több teret adva a vokálnak és a kórusnak. Az album Oceania c. dalát Björk a 2004-es olimpiai megnyitón adta elő, amit kifejezetten erre az alkalomra készített. Army of Me-Xes Project: Björk rajongókat és zenészeket toborzott a nagyvilágból, hogy készítsenek mixet a 95-ös Army of Me c. dalából. Az albumra Graham Massey válogatta ki a legjobb 20-at. 2005-ben Björk régi barátja, Matthew Barney rendezte a Drawing Restraint 9 c. experimentális filmet, ami egy párbeszédek nélküli utazás a japán kultúra világában. Dialógusok helyett a Björk által írt aláfestőzenék és dalok kaptak helyet a filmben, amiben maga Björk és Barney is szerepel.

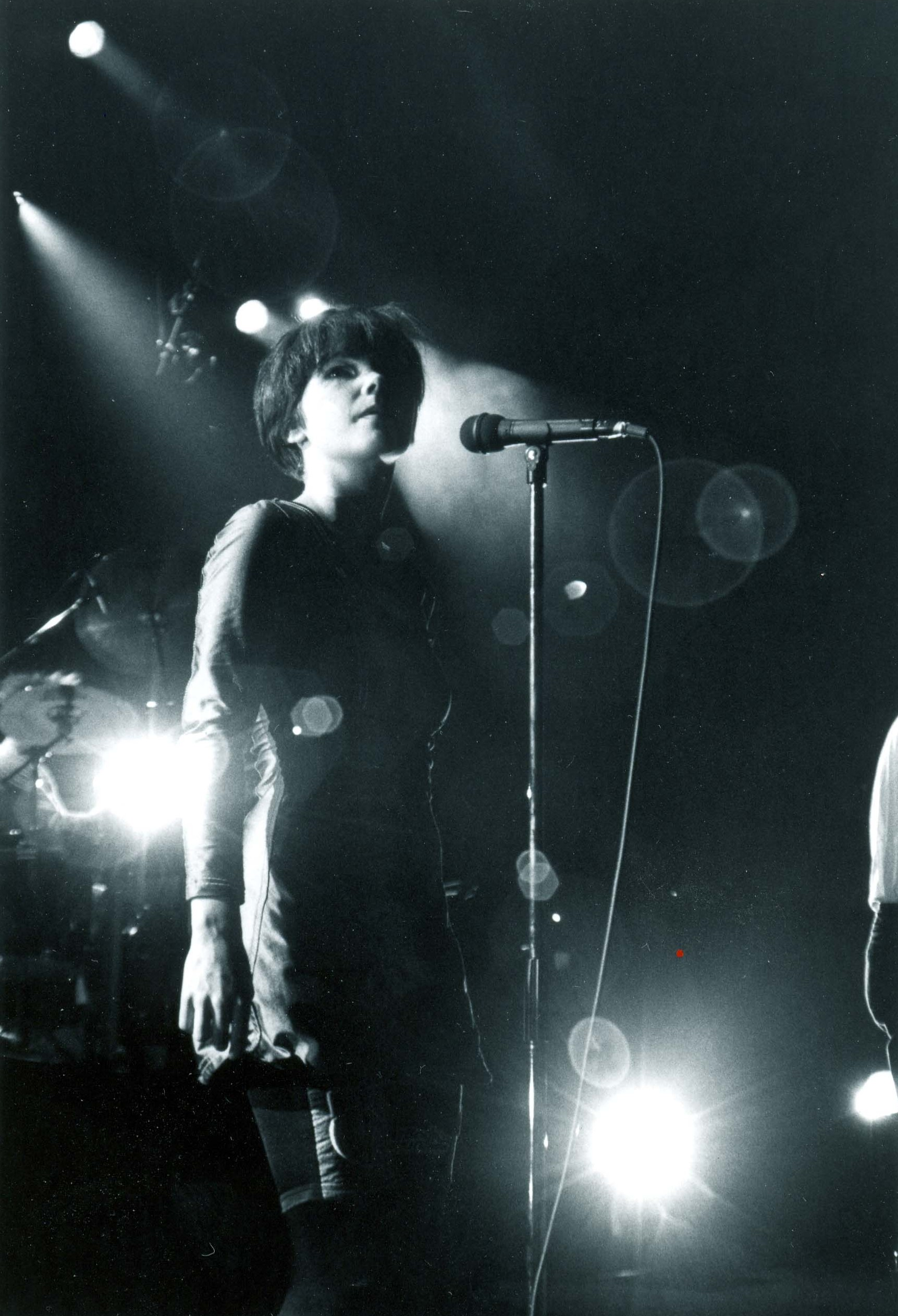
1980-ban, Japánban

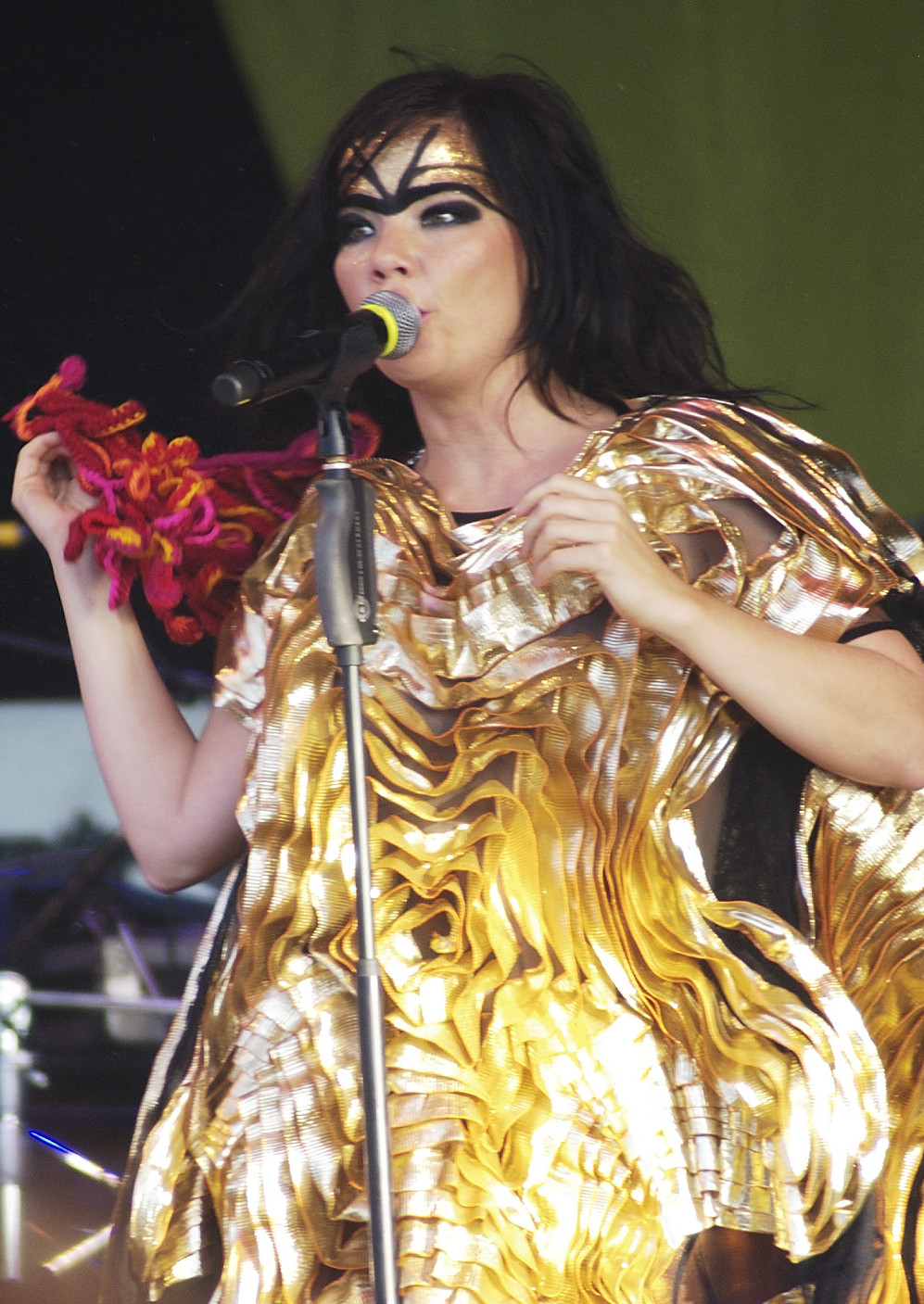
Melbourne, 2008

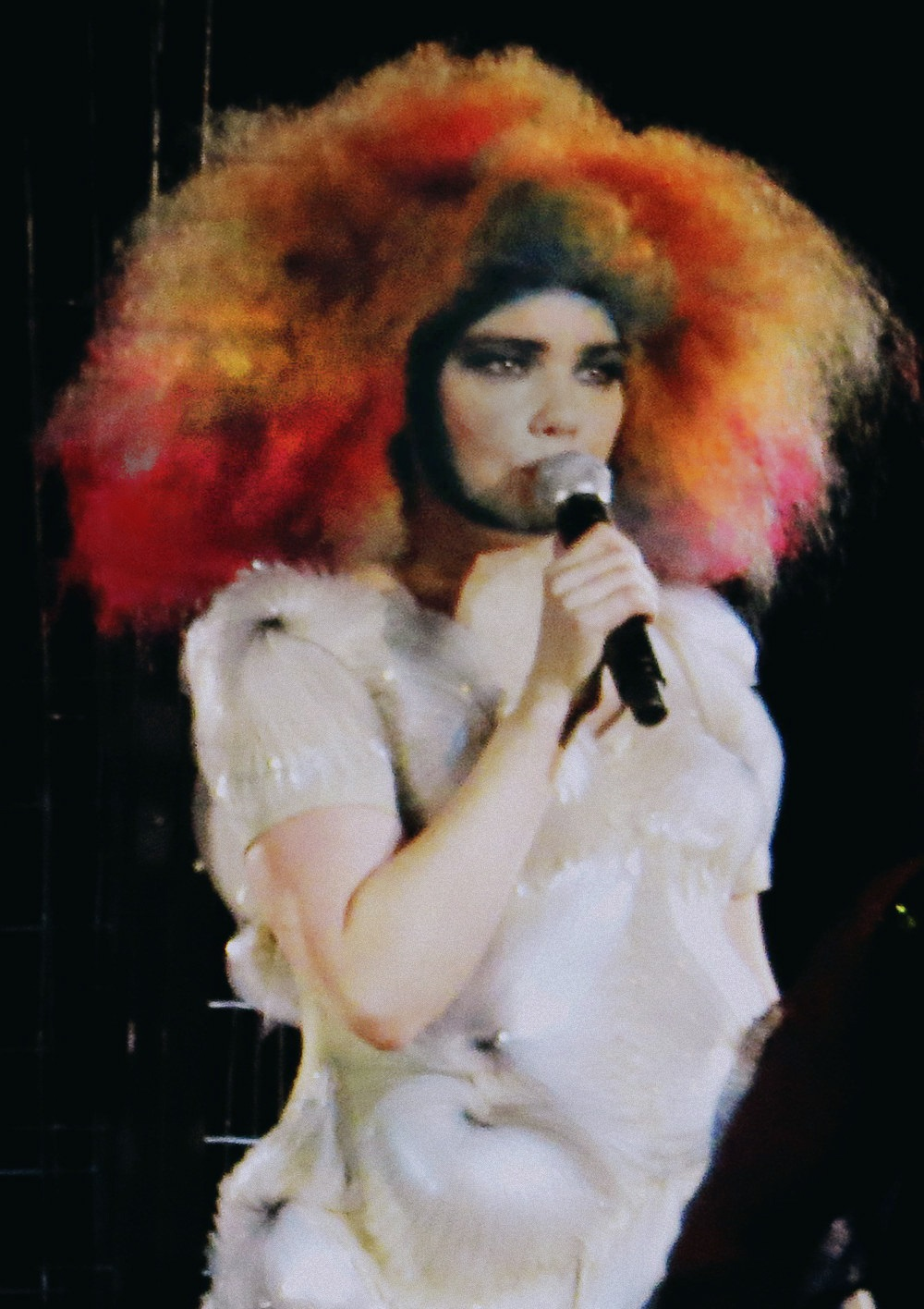
Párizs, 2013

2007-ben a Volta a hagyományosabb dalstruktúrák, a popzene felé kanyarodik vissza. Az albumon közreműködik a népszerű R&B producer, Timbaland. Vele készültek az Earth Intruders, az Innocence és a Hope c. dalok. A lemez érdekessége az a két duett, amelyeket Björk Antony Hegarty-vel  (Antony and the Johnsons) énekel: az epikus The Dull Flame of Desire és az intim, folkos hangszerelésű ballada, a My Juvenile. A keményebb Declare Independence techno-punk-indusztriál zenei alapja Mark Bell-től származik. A dal a Feröer-szigeteknek és Grönlandnak szánt konkrét üzenet, amely saját személyiségünk és függetlenségünk kialakítására és megőrzésére hív fel. A videóklipet Michel Gondry rendezte. A dal politikai botrányokat is kavart, mert Björk Baszkföldnek, Koszovónak és Tibetnek ajánlotta koncertjein.
A Wanderlust az ismeretlenbe való vágyódásról és az új élmények utáni kutatásról szól. A szürreális, elképesztő látványvilágú videóklipből 3D-s verzió is készült.
2010-ben Ennio Morricone mellett Björk kapja a svéd Polar-díjat. (A Polar-díj a legrangosabb svéd zenei kitüntetés. Ezt megosztva kapja egy klasszikus- és egy popzenész – augusztus 30; 1 millió svéd korona). 
2011 júniusában megjelenik soron következő hetedik albumának első kislemeze, a Crystalline. A lemez 2011 októberében jelenik meg Biophilia címmel hagyományos albumformátumban és a dalokhoz kötődő iPad-alkalmazások sorozataként, egy úgynevezett app album formájában is. A projekthez a neves interaktív médiaművész Scott Snibbe tervezte az appokat. Björk egy izlandi orgonakészítő mestertől, Björgvin Tómasson-tól is rendelt különleges hangszereket: egy számítógépen át megszólaltatható MIDI vezérlésű kis orgonát, illetve egy százéves régi cselesztából kialakított hibrid instrumentumot, melyet úgy építettek át, hogy az indonéziai tradicionális gamelán hangzást is magába foglalja. Björk a gameleszta nevet találta ki rá. A címével az élet és az élő dolgok szeretetére utaló Biophilia Björk addigi legnagyobb szabású kísérlete, melyben a mikro- helyett a makrokozmoszra, az apró részletek és introspektív megközelítés helyett a technológiai és természeti környezetre, az egész univerzumra tágítja spektrumát.
Az élet minden perce átváltozhat zenévé.
A Vulnicura Björk kilencedik stúdióalbuma, ami 2015-ben először kalózpublikációként, majd villámgyorsan az iTune-on jelent meg; két hónappal az eredeti tervhez képest. A Vulnicura Egy Björk által alkotott szó a sérülés és a gyógyulás értelmű szavakból összerakva. A lemez dalai egy lelki állapot kronológiáját ábrázolják. (Björk tizenhárom év után szakított partnerével, Matthew Barney-val, akitől 2002-ben egy kislánya is született.) „Ezek a dalok remélhetőleg mankóul szolgálnak majd másoknak, hogy megmutassák, mennyire biológiai természetű a folyamat: a seb és annak gyógyulása. Fizikailag és szellemileg.” – többek között ezt írta új lemezéről a Facebookra.

## Diszkográfia

### Stúdióalbumok
- 1977: Björk
- 1990: Gling-Gló
- 1993: Debut
- 1995: Post
- 1997: Homogenic
- 2001: Vespertine
- 2004: Medúlla
- 2007: Volta
- 2011: Biophilia
- 2015: Vulnicura(wd) („Nyers, kíméletlen, csontig hatoló költészet ez: a lélek olyan rejtett kamráiba hatol be, amelyekről hajlamosak vagyunk azt hinni, rég lezártuk őket.” Csepelyi Adrienn; nol)
- 2017: Utopia
- 2022: Fossora

### Válogatásalbumok
- 2002 – Greatest Hits

### Egyéb albumok
- 1996 – Telegram
- 2000 – Selmasongs
- 2002 – Family Tree
- 2003 – Live Box
- 2005 – Drawing Restraint 9
- 2006 – Surrounded
- 2009 – Voltaïc
- 2012 – Bastards

## Filmjei
- The Juniper Tree (1987) izlandi film; szereplők: Björk, Bryndis Petra Bragadóttir, Guðrún Gísladóttir, Valdimar Örn Flygenring, Geirlaug Sunna Þormar; írta, rendezte: Nietzchka Keene
- Táncos a sötétben (2000) dán–svéd–francia film; szereplők: Björk, Catherine Deneuve, David Morse, Peter Stormare; írta, rendezte: Lars von Trier; zene: Björk; díjai: Aranypálma, Európai Filmdíj, legjobb színésznő, Cannes: legjobb európai színésznő
- Drawing Restraint 9 (2005); szereplők: Matthew Barney, Björk, Mayumi Miyata, Shiro Nomura; rendezte: Matthew Barney; zene: Björk
- Anna and the Moods (2005); Björk a címszereplő hangját adja
- 2006: Matthew Barney: No Restraints (dokumentumfilm) –  R.: Alison Chernick
- 2008: Dagvaktin (Fernsehserie, eine Folge) – Regie: Ragnar Bragason
- 2013: When Björk Met Attenborough (dokumentumfilm) – R.: Louise Hooper
- 2022: The Northman – Regie: Robert Eggers
- 2023: Fungi: The Web of Life (dokumentumfilm, Erzählerin) – R.: Gisela Kaufmann, Joseph Nizeti